# Kurt Sonnenfeld
Kurt Sonnenfeld (* 24. Februar 1921 in Wien; † 22. März 1997 in Mailand) war ein österreichischer Musiker und Komponist jüdischer Herkunft. Er war in einem italienischen Konzentrationslager interniert.

## Lebenslauf
Sonnenfeld wurde in Wien geboren. Sein Vater Leopold gehörte zum Kreis der ungarisch-jüdischen Schauspieler-Musiker, die um die Jahrhundertwende in der Stadt tätig waren. Er begann sein Musikstudium zunächst am Wiener Konservatorium und hatte den Wiener Operettenkomponisten Edmund Eysler (1874–1949) als Lehrer für Klavier, Harmonielehre, Komposition und Kontrapunkt. Im Juli 1939, im Klima des wachsenden antisemitischen Hasses nach dem Anschluss Österreichs, wurde er von seinen Eltern nach Mailand geschickt. Sie beabsichtigten eine zukünftige Überführung ihres Sohnes in die USA durch das Rechtsinstitut des Affidavit.

### Internierungslager
Im Februar 1941 wurde Kurt Sonnenfeld in Mailand verhaftet und in das Gefängnis San Vittore gebracht. Der Kriegseintritt Italiens hatte  Mussolini veranlasst, nach Italien emigrierte und geflohene Juden als gefährlich für die Sicherheit des Landes zu betrachten. Einige Wochen später erfolgte der lange Zugtransport von Mailand nach Kalabrien, wo er in das Internierungslager Ferramonti im malariaverseuchten Tal des Flusses Crati in der Provinz Cosenza gebracht wurde. Trotz Segregation Hunger und Orientierungslosigkeit entwickelten die internierten Juden, von denen viele ein ausgesprochen hohes berufliches und kulturelles Niveau hatten, verschiedene Aktivitäten, angetrieben von Lebenskraft und Kampfgeist. Kurt traf auf Musiker, die bereits in den 1930er Jahren Protagonisten der europäischen Musikszene waren. Sie gaben unter extremen Entbehrungen zahlreiche Konzerte, wie es aus dem von Sonnenfeld hinterlassenen Musiktagebuch hervorgeht, das heute im CDEC in Mailand aufbewahrt wird. Er konnte im Lager auch sein Musikstudium bei Lav Mirski und Isko Thaler fortsetzen.
Zu den bedeutendsten Musikern im Lager gehörte der kroatische Jude Lav Mirski, Dirigent und Komponist, der dort einen Chor organisierte. Kurt Sonnenfeld nahm als Chorsänger an dem Konzert am 9. Februar 1942 teil, über das Arthur Lehmann in einem Kapitel von Bilderbogen aus Ferramonti berichtet. Im Publikum waren auch Vertreter der örtlichen Behörden.
Seine Eltern (Leopold Sonnenfeld und Therese Schwarz) wurden in das  Vernichtungslager Maly Trostinez nach Weißrussland deportiert und dort im Juni 1942 ermordet. Kurt hatte zuvor von März 1941 bis April 1942 in regelmäßigem Briefkontakt mit ihnen gestanden, wie die 26 an ihn gerichteten Briefe belegen, die zu den Briefsammlungen des Rari-Archivs der Bibliothek des Mailänder Musikkonservatoriums gehören.

### Nach Ferramonti
Nach der Befreiung des Lagers 1943 entschied sich Sonnenfeld, im Lager zu bleiben. Er kehrte erst am 12. September 1945 nach Mailand zurück. Dort versuchte er, sein Musikstudium wieder aufzunehmen, wurde aber „aufgrund seines Alters“ nicht am Mailänder Konservatorium zugelassen. Eine von Riccardo Pick-Mangiagalli, Renzo Bossi, Ettore Desderi und Giulio Cesare Paribeni gebildete Kommission nahm ihn aber auf. Sonnenfeld blieb sein ganzes Leben lang in Mailand, unterrichtete Musik, war eine Zeit lang Klavierbegleiter in der Tanzschule des Piccolo Teatro, im Kaufhaus La Rinascente und Musiklehrer an der Jüdischen Schule in Mailand. Er komponierte bis zu seinem Tod am 22. März 1997. Sonnenfeld ist auf dem Friedhof Maggiore in Mailand begraben.
Von Sonnenfeld sind mehr als zweihundert autographe Musikmanuskripte erhalten geblieben. In seiner Internierungszeit entstand der Ferramonti-Walzer, eine typische Form des Lagerliedes, der „verfolgten Musik“. Sie gehört zu den wenigen Formen, die vom Regime geduldet und unterstützt wurden.
Seit 2024 gibt es in der Bibliothek des Konservatoriums von Rovigo eine digitale Bibliothek, die zahlreiche digitalisierte Materialien (Autographen, Fotos, Bücher, Partituren) von Kurt Sonnenfeld enthält. Im selben Jahr begann das Conservatorio di Rovigo eine Zusammenarbeit mit dem Musikverlag Universal Edition in Wien, die die Veröffentlichung der Werke von Sonnenfeld und anderen im faschistischen Italien internierten Musikern in der Reihe „Musica internata“ umfasst.

## Werke (Auswahl)
Das vollständige Werkverzeichnis umfasst mehr als 300 Werke, von denen die meisten bisher unveröffentlicht waren.
- Puppentanz, Polka (1935)
- Sonnenschein und ein Mägdelein, Foxtrott (1936)
- Ferramonti-Walzer (1941)
- Sonate für Cello und Klavier (1950)
- Liliput-Quartett für Streicher (1953)
- La città ignota, Gedicht für Gesang (1962)
- Milan by night, eine symphonische Rhapsodie für Pauken und Klavier (1972)
- Funkenspiel für Orchester (1972)
- Radio-spielen für Gesang und Klavier (1974)
- Liberty Concert für Klavier und Orchester (1975)
- Ramage, Sonate für Violine und Klavier (1980)
- Credo für Bass, 5-stimmigen Chor, Orgel, zwei Celli, Kontrabass und Pauken (1988)
- Rainbow Concert für Klavier und Orchester (1995)